# Linia kolejowa Lužná u Rakovníka – Chomutov
Linia kolejowa Lužná u Rakovníka – Chomutov (Linia kolejowa nr 124 (Czechy)) – jednotorowa, regionalna i zelektryfikowana linia kolejowa w Czechach. Łączy stację Lužná u Rakovníka i Chomutov. Przebiega przez terytorium kraju środkowoczeskiego usteckiego.